# Joseph François Marie Malherbe
Pour les articles homonymes, voir Malherbe.
Joseph-François Marie Malherbe est un écrivain et chimiste français né à Rennes en 1733 et mort à Paris en 1827. 

## Biographie
Membre de l’ordre bénédictin avant la Révolution, Dom Malherbe enseigne la philosophie à l’abbaye de Saint-Germain-des-Prés, à Paris, rentre ensuite dans la vie civile et est successivement adjoint à la commission chargée de recueillir les livres dans les dépôts littéraires (1791), bibliothécaire de la cour de cassation (1799), puis du Tribunat, et enfin censeur des livres (1812). 
Malherbe s’est beaucoup occupé de chimie. Il remporte le prix proposé pour la fabrication de la soude par la décomposition du sel marin et s'attache à améliorer la fabrication du savon.

## Œuvres
Outre divers ouvrages historiques restés manuscrits, on a de lui : Testament du publiciste patriote ou Précis des observations de M. l’abbé de Mably sur l’histoire de France (Paris, 1789, in-8°) ; la révision de l’édition des Œuvres de saint Ambroise, celle du sixième volume de l’Histoire générale du Languedoc, etc.

## Source
- « Joseph François Marie Malherbe », dans Pierre Larousse, Grand dictionnaire universel du XIXe siècle, Paris, Administration du grand dictionnaire universel, 15 vol., 1863-1890 [détail des éditions].